# Spildraai

Kind in achterhoofdsligging bij het begin van de indaling. Door de spildraai zal het achterhoofdje verder naar voren draaien

Onder de (inwendige)  spildraai verstaan we de door de vorm van het geboortekanaal en de schedel van het kind opgelegde draai van het kind om de lengteas tijdens de indaling en uitdrijvingsfase van de geboorte. Bij een ongecompliceerde bevalling draait daarbij het achterhoofd (herkenbaar aan de kleine fontanel) naar voren. 
Na de geboorte van het hoofdje draait het achterhoofdje weer terug naar opzij (uitwendige spildraai)  doordat een van de schouders voor komt te liggen.
De spildraai treedt onder normale omstandigheden op tijdens de uitdrijvingsfase van de bevalling. Doordat zowel het hoofd als de bekkeningang  enigszins ovaal zijn, begint het kind de indaling met het achterhoofd min of meer dwars. De uitgang van het geboortekanaal is eveneens ovaal, maar met de grootste diameter voor- achterwaarts.  Daarom moet het hoofd van het kind ongeveer een kwartslag draaien. Bij een ongestoorde ‘’spildraai ‘’ volgt hierbij het gemakkelijkst buigbare deel, de hals, de binnenbocht en ontstaat er een achterhoofdsligging, achterhoofd voor’.
Als door weeënzwakte, te strakke of juist te losse omsnoering van het hoofd, of een te flauwe bocht in het geboortekanaal de spildraai te lang uitblijft, kan deze op het laatste moment nog plaatsvinden, met het risico dat het achterhoofd dan naar achteren draait.
Zie liggingsafwijking.
Ook  bij een aangezichtsligging treedt een spildraai op. Hierbij draait de kin van het kind naar voren. Bij een kruinligging treedt geen spildraai op.